# Marshall (Illinois)
Marshall – miasto w Stanach Zjednoczonych, w stanie Illinois, w hrabstwie Clark.